# Travis Svensrud
Travis Svensrud (1978) è un ex sciatore alpino e sciatore freestyle statunitense.

## Biografia
Svensrud, attivo in gare FIS dal novembre del 1994, gareggiò prevalentemente nello sci alpino: in Nor-Am Cup esordì il 9 febbraio 1995 a Whitefish in discesa libera (58º) e ottenne il primo podio il 26 febbraio 2000 a Snowbasin nella medesima specialità (2º). Nel circuito continentale nordamericano salì altre tre volte sul podio (l'ultima il 15 dicembre 2002 a Lake Louise in discesa libera, 3º), e prese per l'ultima volta il via il 26 febbraio 2004 a Big Mountain in discesa libera (27º); si ritirò durante la stagione 2004-2005 e la sua ultima gara fu un supergigante FIS disputato il 24 gennaio a Big Sky, chiuso da Svensrud al 4º posto. In carriera non debuttò in Coppa del Mondo né prese parte a rassegne olimpiche o iridate.
Nel 2009 tornò brevemente a gareggiare, nel freestyle specialità ski cross: prese il via alla tappa di Coppa del Mondo disputata il 19 gennaio a Lake Placid, classificandosi 62º.

## Palmarès

### Sci alpino

#### Nor-Am Cup
- Miglior piazzamento in classifica generale: 8º nel 2000
- 4 podi:
  - 2 secondi posti
  - 2 terzi posti

#### South American Cup
- Miglior piazzamento in classifica generale: 6º nel 2003
- 2 podi:
  - 2 terzi posti